# Mikael Edlund
Mikael Edlund, född 19 januari 1950 i Tranås, är en svensk tonsättare. Han är son till Lars Edlund.
Mikael Edlund var ursprungligen rockmusiker, men studerade sedan komposition, bland annat för Ingvar Lidholm.